# Yang Mi-kyung
Yang Mi-kyung (hangul= 양미경, hanja= 梁美京) es una actriz surcoreana. Conocida por haber interpretado a Han Baek-young en la serie Dae Jang Geum.

## Biografía
Estudió en Soongeui Women's College, en Kkottongnae Hyundo University of Social Welfare y en la Universidad de Sogang.
En 1988 se casó con Heo Seong-ryong.

## Carrera
En marzo del 2018 se unió al elenco recurrente de la serie Grand Prince donde interpreta a la Reina Shim Shi, la madre de los príncipes Lee Hwi (Yoon Shi-yoon) y Lee Kang (Joo Sang-wook), hasta ahora.

## Filmografía

### Series de televisión
| Año             | Título                                                               | Personaje                    | Cadena    | Notas        |
| --------------- | -------------------------------------------------------------------- | ---------------------------- | --------- | ------------ |
| 2018 - presente | Grand Prince                                                         | Reina Shim Shi               | TV Chosun | 2 episodios  |
| 2016 - 2017     | The Shining Eun Soo                                                  | Park Yeon Mi                 | KBS1      |              |
| 2015            | High Society                                                         | -                            | SBS       |              |
| 2015            | Mask                                                                 | Kang Ok-soon                 | SBS       | 18 episodios |
| 2014            | Jang Bo-ri is Here!                                                  | Song Ok-soo                  | MBC       |              |
| 2013            | Bel Ami (Pretty Man)                                                 | Kim Mi-sook                  | KBS2      |              |
| 2012            | May Queen                                                            | Lee Geum-hee                 | MBC       |              |
| 2012            | Moon Embracing the Sun                                               | Shin Jung-kyung / Madame Heo | MBC       | 20 episodios |
| 2011            | Miss Ripley                                                          | Akiko Sakamoto               | MBC       |              |
| 2011            | The Duo                                                              | Madre de Gwi-dong            | MBC       |              |
| 2010            | MBC Sunday Drama Theater-"Housewife Kim Kwang-ja's Third Activities" | Kim Kwang-ja                 | MBC       | [ 6 ]        |
| 2010            | Dandelion Family                                                     | Kim Sook-kyung               | MBC       | 50 episodios |
| 2007            | Kang Wan-suk                                                         | Kang Wan-suk                 | PBC       |              |
| 2007            | The King and I                                                       | Reina Jeonghui               | SBS       | 63 episodios |
| 2005            | Jikji                                                                | Gwibi Lady Won               | MBC       |              |
| 2005            | Bichunmoo                                                            | -                            | SBS       | (voz)        |
| 2005            | 5th Republic                                                         | Yuk Young-soo                | MBC       |              |
| 2005            | Be Strong, Geum-soon!                                                | Kim Young-ok                 | MBC       |              |
| 2004            | Crush                                                                | Soo-jin                      | SBS       |              |
| 2003            | Dae Jang Geum                                                        | Lady Han/Han Baek-young      | MBC       | 54 episodios |
| 2002            | Album of Life                                                        | Wol-young                    | KBS1      |              |
| 2002            | Unique Theater: A Story of Two Men                                   | Yang Mi-kyung                | KBS2      |              |
| 2002            | Sunlight Upon Me                                                     | Kim Yeon-sook                | MBC       |              |
| 2001            | Stepmother                                                           | Yang Soon-ja                 | KBS1      |              |
| 2001            | Way of Living: Couple                                                | Mi-young                     | SBS       |              |
| 2001            | Cool                                                                 | Song Mi-sook                 | KBS2      |              |
| 2001            | Drama City - "When the Peach Blossoms"                               | -                            | KBS2      |              |
| 2001            | At the Corner                                                        | -                            | MBC       |              |
| 2001            | Tender Hearts                                                        | Ahn Su-ja                    | KBS1      |              |
| 2000            | Fireworks                                                            | Cho-hee                      | SBS       |              |
| 2000            | School 3                                                             | Yoo Eun-kyung                | KBS1      |              |
| 1999            | MBC Best Theater - "Ang-sook"                                        | -                            | MBC       |              |
| 1999            | Invitation                                                           | Obstetra                     | MBC       |              |
| 1999            | Should My Tears Show                                                 | -                            | MBC       |              |
| 1999            | MBC Best Theater - "Tears Secretly Flowing"                          | Min-jung                     | MBC       |              |
| 1999            | MBC Best Theater - "Thousand Year Dong-yi"                           | Seo-young                    | MBC       |              |
| 1999            | The Little Prince                                                    | Madre de Jung Yoo-sung       | KBS2      |              |
| 1999            | Sunday Best - "Eun Bi-ryeong"                                        | -                            | KBS1      |              |
| 1998            | Paper Crane                                                          | -                            | KBS2      |              |
| 1998            | Sunday Best ("지워지지 않을 그 연둣빛")                              | -                            | KBS1      |              |
| 1998            | MBC Best Theater - "Promise"                                         | -                            | MBC       |              |
| 1998            | Like the Wind, Like the Waves                                        | -                            | KBS2      |              |
| 1997            | Boss and Wife                                                        | -                            | KBS       |              |
| 1997            | 방울이                                                               | Madrastra                    | MBC       |              |
| 1997            | Fireworks Display                                                    | Madre de Min-ho              | MBC       |              |
| 1997            | Happiness in Our Hearts                                              | Jo Moon-shim                 | SBS       |              |
| 1997            | MBC Best Theater ("나, 당신 사랑하였기에")                           | Eun-ah                       | MBC       |              |
| 1996            | If You Love Me                                                       | Cha Eun-mi                   | MBC       |              |
| 1996            | Hometown of Legends ("열불열비")                                     | -                            | KBS2      |              |
| 1996            | MBC Best Theater ("남편이 에이즈에 걸렸어요")                        | Sang-hee                     | MBC       |              |
| 1995            | LA Arirang                                                           | -                            | SBS       |              |
| 1995            | MBC Best Theater - "Divorce Report"                                  | Seo-young                    | MBC       |              |
| 1995            | 4th Republic                                                         | Kim Ok-sook                  | MBC       |              |
| 1995            | Sook-hee                                                             | Jang Hye-kyung               | MBC       |              |
| 1995            | Good Men, Good Women                                                 | -                            | KBS2      |              |
| 1995            | Jang Nok-su                                                          | Lady Park                    | KBS2      |              |
| 1994            | Challenge                                                            | -                            | MBC       |              |
| 1993            | Eun-ha's River                                                       | -                            | KBS1      |              |
| 1993            | Sisters                                                              | Song Mal-sook                | MBC       |              |
| 1993            | How's Your Husband?                                                  | Jeon Jin-ae                  | SBS       |              |
| 1993            | MBC Best Theater - "Necklace of Thorns"                              | Myung-soon                   | MBC       |              |
| 1993            | Three Families Under One Roof                                        | -                            | MBC       |              |
| 1993            | 옛날 나 어릴적에                                                     | -                            | KBS1      |              |
| 1992            | Loving You                                                           | Lee Mi-sook                  | SBS       |              |
| 1992            | Two Sisters                                                          | Jin Sook-young               | MBC       |              |
| 1992            | Haengchon Apartment                                                  | -                            | MBC       |              |
| 1992            | MBC Best Theater - "The Red Shoes"                                   | Yang-sook                    | MBC       |              |
| 1992            | Seventy-year-old and Seven-year-old                                  | -                            | MBC       |              |
| 1991            | MBC Best Theater - "Outside the Door"                                | In-hyeong                    | MBC       |              |
| 1991            | Women's Time                                                         | Jo In-sook                   | KBS2      |              |
| 1991            | Beyond the Mountains                                                 | -                            | MBC       |              |
| 1991            | A Tree Blooming with Love                                            | Profesora                    | KBS1      |              |
| 1991            | Humble Men                                                           | Jung-hee                     | MBC       |              |
| 1990            | The Stepping Stone                                                   | Seo Yoo-ra                   | KBS2      |              |
| 1989            | 2nd Republic                                                         | Kim Jong-suk                 | MBC       |              |
| 1989            | Half a Failure                                                       | -                            | KBS2      |              |
| 1988            | Whoa Hey Whoa Hey                                                    | Seung-m                      | KBS2      |              |
| 1987            | Album of Life                                                        | Baek Nam-sook                | MBC       |              |
| 1987            | Sunaebo                                                              | -                            | KBS1      |              |
| 1987            | Wind, Wind, Wind                                                     | -                            | KBS2      |              |
| 1987            | MBC Bestseller Theater ("희미한 옛사랑의 그림자" )                   | -                            | MBC       |              |
| 1986            | Your Portrait                                                        | Hee-joo                      | KBS2      |              |
| 1985            | TV Literature - "Another's Voice"                                    | -                            | KBS       |              |
| 1985            | Blue Classroom                                                       | -                            | KBS       |              |
| 1984            | Widow                                                                | Transeúnte                   | KBS       |              |

### Películas
| Año  | Título                        | Personaje               | Notas   |
| ---- | ----------------------------- | ----------------------- | ------- |
| 2015 | N.L.L. - Battle of Yeonpyeong | Madre de Park Dong-hyuk |         |
| 2009 | Castaway on the Moon          | Madre de Kim Jung-yeon  | (cameo) |
| 2003 | The Crescent Moon             | Han Young-ja            |         |
| 2000 | Truth Game                    | Esposa                  |         |
| 1998 | Paradise Lost                 | Esposa de Ji-woo        |         |
| 1985 | Fire-Lighter                  | -                       |         |

### Teatro
| Año  | Título                          | Personaje    | Notas |
| ---- | ------------------------------- | ------------ | ----- |
| 2004 | Even If You Hate Me, Once Again | Kim Soo-jung |       |

## Libros
| Año  | Título                                  | Notas                               |
| ---- | --------------------------------------- | ----------------------------------- |
| 2008 | With Love                               | colección Essay, publicado en Japón |
| 2004 | Yang Mi-kyung's Poems Read with a Heart | 60 poemas de su poeta favorito      |
| 1997 | If You Want to Live a Happy Life        | colección Essay                     |

## Premios y nominaciones
| Año  | Premio                                          | Categoría                          | Series                             | Resultado |
| ---- | ----------------------------------------------- | ---------------------------------- | ---------------------------------- | --------- |
| 2012 | MBC Drama Awards                                | premio dorado de actuación, actriz | Moon Embracing the Sun y May Queen | Ganó      |
| 2011 | 4th Korea Sharing and Volunteer Service Award   | Grand Prize, categoría individual  | -                                  | Ganó      |
| 2009 | Kkottongnae Hyundo University of Social Welfare | premio a los logros                | -                                  | Ganó      |
| 2008 | Federation for Asian Cultural Promotion         | premio a los logros Hallyu         | -                                  | Ganó      |
| 2006 | 40th Taxpayer's Day                             | recomendación del Primer Ministro  | -                                  | Ganó      |
| 2004 | 40th Baeksang Arts Award                        | actriz más popular (TV)            | Dae Jang Geum                      | Ganó      |
| 2003 | MBC Drama Award                                 | premio especial de actuación       | Dae Jang Geum                      | Ganó      |
| 2000 | KBS Drama Award                                 | mejor actriz de reparto            | School 3                           | Ganó      |
| 1985 | KBS Drama Award                                 | mejor actriz nueva                 | -                                  | Ganó      |